# Comitán de Domínguez
Comitán de Domínguez est une ville mexicaine de l'État du Chiapas, proche de la frontière guatémaltèque.

## Géographie
Cette ville est située à 16° 15′ de latitude nord et 92° 07′de longitude ouest.
Elle est au sud-est de l'État du Chiapas, aux limites entre l'altiplano central et la dépression centrale, à une altitude de 1 560 mètres.
La température moyenne y est de 24 °C.

## Histoire
La vieille ville a été fondée sur un marais par un important groupe d'indigènes tzeltales.
En 1486, la ville fut prise par les Aztèques qui en changèrent le nom pour celui de Comitlándu náhuatl  komitl-tlán : "place des fièvres".
En janvier 1528, elle fut conquise par Pedro de Portocarrero, envoyé par le conquistador du Guatémala, le capitaine Pedro de Alvarado.
Le nom de la cité change en 1625 pour Santo Domingo de Comitán, puis la cour de Cadix lui concède le titre de ville de Santa María de Comitán.
Le 28 août 1821, la ville se déclare, à la suite de l'indépendance du Mexique, à la fois indépendante de la couronne d'Espagne ainsi que du Guatemala.
Le 3 septembre 1915, le suffixe Domínguez est apposé au nom de la ville, en mémoire de Belisario Domínguez (es).

## Démographie
| Année     | 1950   | 1960   | 1970   | 1980   | 1990   | 1995   | 2000    | 2005    |
| --------- | ------ | ------ | ------ | ------ | ------ | ------ | ------- | ------- |
| Habitants | 23 054 | 31 269 | 39 006 | 54 733 | 78 896 | 95 260 | 105 210 | 121 263 |

Source: registres de l'INEGI